# مترددة (آلة موسيقية)

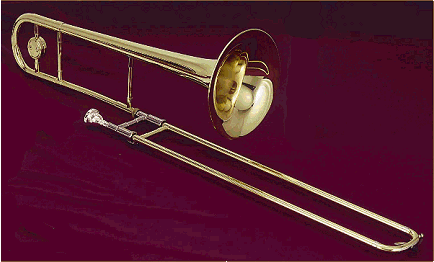
المترددة

المُرتدّة  أو المُتردِّدة أو الترمبون (باتلإنجليزية: Trombone) هي آلة نفخ نحاسية الاسم ترومبون مصدره الإيطالية ويعني «بوق كبير».
كما هو الحال مع جميع الآلات النحاسية، يتم إنتاج الصوت عندما تتسبب شفاه اللاعب المهتزة (الزخرفة) في اهتزاز عمود الهواء داخل الجهاز. على عكس معظم الآلات النحاسية الأخرى، التي تحتوي على صمامات، عند الضغط عليها، تغير نغمة الآلة، فإن الترومبون بدلاً من ذلك لديها آلية انزلاق متداخلة تغير طول الجهاز لتغيير درجة الصوت. ومع ذلك، تحتوي العديد من نماذج الترومبون الحديثة أيضًا على مرفق صمام يقلل من حدة صوت الأداة. المتغيرات مثل الصمام الترومبون و superbone لها ثلاثة صمامات مماثلة لتلك الموجودة على البوق.

## التاريخ
أصل الكلمة
"ترمبون" تأتي من الكلمة الإيطالية "ترومبا" (الترومبيت) مضافًا إليها اللاحقة -ون (كبيرة)، مما يعني "الترومبيت الكبير". خلال عصر النهضة، كان المصطلح الإنجليزي المكافئ هو "ساكبوت". ظهرت الكلمة لأول مرة في سجلات المحكمة عام 1495 على شكل "شاكبوشة". "شاكبوشة" مشابهة لكلمة "ساكابوتشي"، التي وردت في إسبانيا منذ عام 1478. المصطلح الفرنسي المكافئ "ساكيبوت" ظهر في عام 1466. أما الكلمة الألمانية "بوزاوني"، فهي أقدم بكثير من اختراع المنزلز، وقد تشير إلى الترومبيت الطبيعي حتى أوائل القرن الخامس عشر.
الأصول
ظهرت آلة الساكبوت، التي هي النسخة القديمة للمترددة، في القرن الخامس عشر واستخدمت على نطاق واسع في أنحاء أوروبا، حيث بدأت في الانحدار في معظم الأماكن بحلول منتصف إلى أواخر القرن السابع عشر. تم استخدامها في الفعاليات الخارجية، وفي الحفلات الموسيقية، وفي الإعدادات الطقسية. كان دورها الرئيسي هو جزء الكونترتينور في فرق الرقص. كما تم استخدامها في الفرق التي تم رعايتها من قبل المدن والمحاكم. كان يتم توظيف عازفي الأبواق وعازفي الترمبون في المدن الألمانية لمراقبة الأبراج في المدينة والإعلان عن وصول الأشخاص المهمين إلى المدينة، وهي نشاط كان يرمز إلى الثروة والقوة في المدن الألمانية في القرن السادس عشر. كان يُنظر إلى هؤلاء العازفين المعلنين بشكل منفصل عن العازفين الأكثر مهارة الذين كانوا يعزفون في فرق مثل فرق الرياح "ألتّا كابيلا" وأول الفرق الأوركسترالية، التي كانت تقدم عروضًا في الأماكن الدينية في أوائل القرن السابع عشر. كان الترمبون في القرن السابع عشر أصغر قليلًا من الترمبون الحديث، مع جرس أكثر مخروطية وأقل توسعًا. يستخدم المؤدون في العصر الحديث مصطلح "ساكبوت" لتمييز هذه النسخة القديمة من الترمبون عن الآلة الحديثة.
الاستخدام المعاصر
يمكن العثور على الترمبون في الأوركسترات السمفونية، فرق الحفلات الموسيقية، فرق البيغ باند، فرق السير، الفرق العسكرية، فرق النحاس، وفرق الكورال النحاس. في موسيقى الحجرة، يُستخدم في فرق النحاس الخماسية، الرباعية، والثلاثية، وأيضًا في مجموعات الترمبون التي تتراوح من الثلاثيات إلى الفرق الكورالية. يمكن أن تتفاوت أحجام فرق الترمبون من خمسة إلى عشرين عضوًا أو أكثر. الترمبونات شائعة أيضًا في موسيقى السوينغ، الجاز، الميرينغوي، السالسا، الريذم آند بلوز (R&B)، سكّا، وفرق النحاس من نيو أورلينز.